# Прапор Беркем-Сент-Агата
Прапор Беркем-Сент-Агата був прийнятий рішенням ради 18 грудня 2008 року як прапор брюссельської комуни Беркем-Сент-Агат.  В описі написано:
Розрізана на четвертинки білого і зеленого
Основою прапора є герб комуни.

Герб Беркем-Сент-Агата

## Попередній прапор
Попередній муніципальний прапор — зелено-білий, четвертований. Прапор чітко походить від муніципального герба; прапор прийнято рішенням ради 2 вересня 1999 року. Таким чином, прапор ідентичний гербу Беркем-Сент-Агата, без гербових фігур. 

Попередній прапор (1999-2008)